# Messias dos Reis Silveira
Dom Messias dos Reis Silveira (Passos, 25 de dezembro de 1958) é um bispo católico brasileiro. Foi o terceiro bispo diocesano de Uruaçu e é o sexto bispo de Teófilo Otoni.

## Estudos
Realizou os estudos primários em sua terra natal. Iniciou os estudos religiosos com os Padres Redentoristas, decidindo-se, posteriormente, passar ao clero secular, incardinardinando-se na Diocese de Guaxupé. 
Cursou Filosofia na Pontifícia Universidade Católica de Campinas(PUC-Campinas) e Teologia no Centro de Estudos da Arquidiocese de Ribeirão Preto.

## Ordenação presbiteral
Dom Messias foi ordenado padre no dia 11 de agosto de 1992, para a Diocese de Guaxupé, em Minas Gerais.

## Atividades antes do episcopado
- Vigário Paroquial das paróquias de Alterosa e Areado, Diocese de Guaxupé (1992)
- Diretor pedagógico e formador no Seminário São José, da Diocese de Guaxupé (1993)
- Reitor e Ecônomo do seminário São José, da Diocese de Guaxupé (1994-1998 e 2001-2004)
- Vigário Paroquial da Quase-Paróquia Sagrada Família e Santos Reis (1994-1998)
- Administrador Paroquial da Paróquia Nossa Senhora Aparecida, em Conceição da Aparecida (1999)
- Administrador Paroquial da Paróquia São José, em Machado (1999-2000)
- Reitor, Ecônomo (1999-2000), Formador (2001-2004) da Casa de formação presbiteral Nossa Senhora das Dores (Teologia) da Diocese de Guaxupé, em Pouso Alegre
- Administrador Paroquial da Paróquia São Sebastião, em Juruaia (2002-2004)
- Membro do Conselho Presbiteral Diocesano (1994-2006)
- Membro do Colégio de Consultores da Diocese de Guaxupé (1994-2004)
- Membro do Conselho de Formação Presbiteral (1999-2007)
- Coordenador da Pastoral Presbiteral Diocesana (2004-2007)
- Representante dos Presbíteros no setor de Guaxupé (2005-2006)
- Membro da Pastoral Familiar no setor de Guaxupé (2005-2007)
- Cura da Catedral Nossa Senhora das Dores (2004-2007)

## Episcopado

### Diocese de Uruaçu
Foi nomeado bispo diocesano de Uruaçu em 3 de janeiro de 2007 e ordenado bispo no dia 11 de março do mesmo ano, em Guaxupé; sendo sagrante principal Dom José Geraldo Oliveira do Valle C.S.S., bispo emérito de Guaxupé, e consagrantes: Dom José da Silva Chaves, bispo emérito de Uruaçu, e Dom João Brás de Aviz, então arcebispo metropolitano de Brasília. Tomou posse de sua diocese a 25 de março do mesmo ano.

### Diocese de Teófilo Otoni
Foi nomeado bispo da Diocese de Teófilo Otoni, pelo Papa Francisco, no dia 14 de novembro de 2018 e tomou posse no dia 16 de fevereiro de 2019.